# Hiraea colombiana
Hiraea colombiana är en tvåhjärtbladig växtart som beskrevs av Julius Sterling Morton. Hiraea colombiana ingår i släktet Hiraea och familjen Malpighiaceae. Inga underarter finns listade i Catalogue of Life.